# 肥土伊知郎
肥土 伊知郎（あくと いちろう、1965年 - ）は、日本のウイスキー技術者、実業家。イチローズモルトで知られている株式会社ベンチャーウイスキーの創業者で社長。
埼玉県秩父市生まれ。

## 経歴
1965年、江戸時代から続く日本酒の蔵元の21代目として秩父市で生まれる。祖父は羽生蒸溜所を運営していた東亜酒造の設立者。
肥土には当初家業を継ぐ意思はなかったが、自分の希望していた大学には受からなかった一方で父の勧めで受けた東京農業大学に合格。入学して醸造学を専攻した。大学卒業後はサントリーに入社する。父からは「戻ってこないつもりで仕事しろ」と言われており、肥土本人も定年まで勤め上げるつもりだった。山崎蒸溜所での勤務を希望していたが、ウイスキーの技術者には大学院修士課程修了者のみを採用していたため断念。東京と横浜で営業職を経験し、業績表彰を2回受けた。仕事は充実していたが、「本当はものづくりをしたかった」という想いが募っていた29歳の時、東亜酒造の経営が傾き、父から家業を手伝うよう要請され、それに応える形で実家に戻った。
2000年に東亜酒造は経営破綻し民事再生法を適用し、翌2001年に父親から経営を譲り受け社長に就任するも業績は回復せず、2003年に同社を日の出通商（現日の出ホールディングス）に売却することを決定する。しかし、日の出通商はウイスキー事業からの撤退を決断し、東亜酒造の羽生蒸溜所にあったウイスキー原酒は期限付きで引き取り手が見つからなければ廃棄されるという決定が下る。羽生蒸留所のウイスキー原酒に将来性を見出していた肥土はウイスキー原酒を引き取ってくれる企業を探しつづけ、ついには福島県の笹の川酒造からの援助を取り付けた。笹の川酒造には貯蔵庫の提供を受け、原酒の購入は親戚から資金の支援を受けた。
2004年、東亜酒造は日の出通商グループ入りし、肥土は同社から離れ、9月に秩父市にベンチャーウイスキー社を設立。肥土は技術指導者として笹の川酒造に通い、2005年春には、笹の川酒造にあるウイスキーを「イチローズモルト」として商品化した。アルコール度数56%のイチローズモルト カードシリーズの「キング オブ ダイヤモンズ」(KING OF DAIAMONDS) は、イギリスの『ウイスキーマガジン』のジャパニーズモルト特集で最高得点の「ゴールドアワード」に選ばれた。
2006年、東京都内のバーでメルシャンの役員であった坂本恭輝と出会った事をきっかけに、同社の稼働停止中だった軽井沢蒸留所で技術習得をする機会を得てウイスキー原酒を蒸留した。その後、同蒸留所のモルト・マスターであった内堀修省をメルシャン退職後に秩父蒸留所のチーフ・ディスティラーとして招聘したほか、研修の際に蒸留した軽井沢産の原酒をメルシャンから買い取り、2020年時点で秩父蒸留所の貯蔵庫で熟成されている。また2007年にはスコットランドのベンリアック蒸留所でも研修を受けた。
2007年11月、ベンチャーウイスキー秩父蒸溜所が完成。
2019年、ISC（インターナショナル・スピリッツ・チャレンジ）において、その年の世界の洋酒界の最高のブレンダーに贈られる「マスター・ブレンダー・オブ・ザ・イヤー」を受賞した。
2024年3月、イギリスの『ウイスキーマガジン』により「Hall Of Fame（ホール・オブ・フェイム）」に選出され殿堂入りを果たした。日本人として5人目で最年少での選出だった。受賞理由として、2008年に日本国内で35年ぶりとなる秩父蒸溜所を開設して日本のウイスキー業界の先導者となって数々の賞を受賞したほか、業界が停滞する中で失われつつあった製造方法の復興に取り組んで技術を革新し、ジャパニーズウイスキーのブランド基準と品質確保にも尽力したことがあげられた。